# Frank Klopas
Fotios „Frank” Klopas (ur. 1 września 1966 w Prosimnie) – piłkarz amerykański pochodzenia greckiego grający na pozycji ofensywnego pomocnika lub napastnika.

## Życiorys
Klopas urodził się w Grecji. W wieku 8 lat wyemigrował z rodzicami do Stanów Zjednoczonych, a w wieku 18 otrzymał obywatelstwo tego kraju. Rodzina Klopasów osiedliła się w Chicago, a Frank uczęszczał do Mather High School. Ze szkolną drużyną wywalczył mistrzostwo miasta Chicago. 

### Kariera klubowa
W 1983 roku podpisał kontrakt z Chicago Sting z ligi NASL, jednak kontuzja uniemożliwiła mu grę na dużym boisku i Frank przez cztery lata występował w amerykańskiej lidze futsalu.
W 1988 roku Klopas wrócił do Grecji. Został piłkarzem klubu AEK Ateny. Już w 1989 roku został z AEK mistrzem Grecji, jednak w 1992 roku doznał zerwania więzadeł krzyżowych i nie grał w piłkę przez prawie dwa lata. W tamtym sezonie AEK został mistrzem kraju, a rok później bez Franka obronił tytuł mistrzowski. W 1993 roku podpisał kontrakt z Amerykańską Federacją Piłkarską, a w 1994 roku przeszedł do Apollonu Smyrnis.
W 1996 roku Klopas ponownie występował w Stanach Zjednoczonych. Został zawodnikiem klubu nowo powstałej profesjonalnej ligi Major League Soccer, Kansas City Wizards. Przez dwa sezony strzelił dla Wizards 7 goli w lidze, a w 1998 roku przeszedł do Chicago Fire. Tam grał w ataku z Jerzym Podbrożnym i Ante Razovem. W 1998 roku zdobył ze „Strażakami” MLS Cup oraz US Open Cup. W styczniu 2000 roku zakończył piłkarską karierę. Przez cztery lata strzelił w MLS 13 goli i zaliczył 16 asyst.

### Kariera reprezentacyjna
W 1988 roku Klopas znalazł się olimpijskiej reprezentacji Stanów Zjednoczonych na Igrzyska Olimpijskie w Seulu, ale Amerykanie nie wyszli z grupy. W pierwszej reprezentacji USA zadebiutował 23 maja 1987 roku w przegranym 0:2 spotkaniu z Kanadą. W 1994 roku został powołany przez selekcjonera Velibora Milutinovicia do kadry na Mistrzostwa Świata w USA. Tam był rezerwowym napastnikiem dla Earniego Stewarta, Roya Wegerle i Erica Wynaldy i nie wystąpił w żadnym ze spotkań. Ostatni mecz w kadrze narodowej rozegrał w październiku 1995 roku przeciwko Arabii Saudyjskiej (4:3). Łącznie wystąpił w niej 39 razy i strzelił 12 goli.

### Kariera trenerska
Po zakończeniu kariery Frank pracował w Fire jako trener od przygotowania fizycznego. W 2004 roku został trenerem Chicago Storm, zespołu Major Indoor Soccer League (ligi futsalowej) i pracował tam do 2006 roku. W styczniu 2008 został dyrektorem technicznym Chicago Fire, a w latach 2011–2013 był trenerem klubu z MLS.
W latach 2013–2015 był trenerem kanadyjskiego klubu Montreal Impact.